# Malmö S:t Johannes församling
Malmö S:t Johannes församling är en församling i Malmö kontrakt i Lunds stift. Församlingen ligger i Malmö kommun i Skåne län och ingår i Malmö pastorat. Församlingen är både till medlemsantal och folkmängd stiftets största.

## Administrativ historik
Församlingen bildades 1 oktober 1906 genom en utbrytning ur (Malmö) Sankt Petri församling och Sankt Pauli församling. Namnet var före 12 mars 1948 Sankt Johannes församling. 1969 utbröts en del av den då nybildade Eriksfälts församling.
Församlingen utgjorde till 2014 ett eget pastorat. Församlingen införlivade 2014 en del av Malmö S:t Pauli församling, Möllevången-Sofielunds församling och en del av Malmö S:t Petri församling samtidigt som andra delar av Malmö S:t Johannes församling överfördes till Malmö S:t Petri församling och Hyllie församling. Samtidigt ändrades församlingskoden från 128005 till 128006 (tidigare använt av Möllevången-Sofielunds församling) och från 2014 ingår församlingen i Malmö pastorat.

## Series pastorum
- 1906-1907: Sam Stadener
- 1907-1944: Henrik Hallenberg
- 1945-1948: Frithiof Bobeck
- 1949-1970: Allan Lind
- 1970-1972: Arvid Wikerståhl
- 1973-1976: Nils Leeb-Lundberg
- 1976-1998: Jarl Åkerberg
- 1998-2013: Per Lidbeck

## Organister
| Ämbetstid | Namn                        | Levnadstid | Övrigt |
| --------- | --------------------------- | ---------- | ------ |
| 1924–1963 | Anders Otto Fredrik Jansson | 1896–      | [ 6 ]  |
| 1963–1974 | Knut Sitell                 | 1930–      |        |

## Kyrkor
- Sankt Jakobs kapell
- Sankt Johannes kyrka
- Sankt Pauli kyrka
- Sankta Maria kyrka
- Sankt Matteus kyrka